# Teatro Bellini (Adrano)
Il Teatro Bellini di Adrano è un centro teatrale, intitolato al compositore catanese Vincenzo Bellini.

## Storia
Nella prima metà del XVIII secolo, Adernò, per privilegio del Viceré Alcalà, era diventata una popolosa e fertile cittadina, le maggiori famiglie nobili decisero di innalzare sulle rovine della Chiesa di san Vito, un Teatro.
Nel 1779 il Viceré faceva obbligo di costruire il teatro di Adernò con gli introiti ricavati dalla tassazione sulla vendita del pane e degli ortaggi.
Il teatro rimase attivo fino al 1829 (la data dell'ultima rappresentazione teatrale documentata). In seguito il teatro si trovò in disuso a causa della struttura diroccata.
Don Pietro Sidoti, eletto sindaco, decise di ricostruire il teatro, affidando l'incarico all'architetto Vincenzo Costa.
Il teatro quindi fu inaugurato durante la stagione estiva nel 1846.
La forma del Teatro era ellittica, la bocca del palco larga 36 palmi, il palco lungo 56 e largo 64 (oltre lo spazio addetto al servigio degli attori), aveva 44 logge partite in tre ordini, la platea lunga 52 palmi e larga 46.
Le scene e la Fattura furono affidate a Giuseppe Distefano e il Sipario di Giuseppe Rapisarda, artisti catanesi, Distefano inoltre arricchì di fregio e arabeschi l'arco del palco e gli scompartimenti delle logge. Il telone del Rapisarda, rappresentava la scena di Timoleonte, che con i suoi guerrieri, si reca nel Tempio di Adrano a ringraziare il Dio per la vittoria riportata contro Icete.
Nel 1882 il teatro viene ancora una volta restaurato, ma rimasta incompleta la facciata.
Ai primi del Novecento, il sindaco Battiati, affidò il restauro ed il completamento al palermitano Ing. Gaspare Silvestri Amari.
Il gruppo scultoreo che primeggia sopra il terminale, venne realizzato dal maestro catanese Mario Moschetti (figlio dell'illustre Giulio Moschetti autore delle sculture al Massimo Vincenzo Bellini di Catania) rappresentano l'anima del Teatro in forma allegorica,
da sinistra verso destra: La Tragedia, la Musica e la Commedia.
Secondo il progetto, dovevano essere poste ai lati nelle nicchie le statue di Giuseppe Verdi e di Vincenzo Bellini, ma che non furono mai realizzate.
Tra il 1914 e il 1928 il teatro subì ancora restauri, l'ultimo dei quali affidato all'ingegner Antonio Pastanella, che ne completò l'opera del 1933.
Orrendamente mutilato durante il secondo conflitto mondiale del 1943, il teatro risistemato alla buona, riprese a funzionare, ma privo di manutenzione iniziò un processo di degrado e deturpamento.
Durante il boom del cinema italiano, il Teatro è stato utilizzato come sala di proiezione cinematografica.
Chiuso per oltre 20 anni, ha ritrovato finalmente il suo antico splendore il 13 dicembre del 2004.

## Cinema
Il teatro Bellini di Adrano compare nella pellicola Divorzio all'Italiana di Pietro Germi: nel film Marcello Mastroianni si reca al teatro per assistere alla proiezione del film La dolce vita.